# Estabilização por gradiente gravitacional
A estabilização por gradiente gravitacional é um método de estabilização de satélites artificiais em uma orientação fixa, usando apenas a distribuição de massa e o campo gravitacional do corpo orbitado. A principal vantagem desse método em relação às formas ativas de controle de atitude (propelentes, giroscópios ou rodas de reação) é o baixo uso de energia e recursos.
A ideia é usar o campo gravitacional da Terra para manter a espaçonave alinhada na orientação desejada. A atração gravitacional de um corpo diminui de acordo com a lei do quadrado inverso e, estendendo o eixo longo perpendicular à órbita, a parte inferior da estrutura em órbita será mais atraída para a Terra. O efeito é que o satélite tenderá a alinhar verticalmente seu eixo de momento mínimo de inércia.
A primeira tentativa experimental de usar a técnica em um voo espacial humano foi realizada em 13 de setembro de 1966, na missão Gemini 11 dos EUA, anexando a espaçonave Gemini ao veículo-alvo Agena por um cabo de 100 pés (30 m). A tentativa foi um fracasso, pois o gradiente era insuficiente para manter a corda esticada.
A técnica foi usada com sucesso pela primeira vez em uma órbita quase geossíncrona no satélite DODGE (Department of Defense Gravity Experiment) em julho de 1967.
Foi usado pela primeira vez em órbita terrestre baixa e testado sem sucesso para órbita geossíncrona nos satélites ATS-2, ATS-4 e ATS-5 de 1966 a 1969.
O orbitador lunar Explorer 49, lançado em 1973, era orientado ao gradiente de gravidade (eixo Z paralelo à vertical local).
O LongDE Exposure Facility (LDEF) usou esse método para estabilização em 3 eixos; a guinada em torno do eixo vertical foi estabilizada.
Um exemplo de estabilização por gradiente gravitacional foi tentado durante a missão TSS-1 da NASA, em julho de 1992. O projeto falhou devido à quebra do cabo. Em 1996, outra missão, TSS-1R, foi tentada e também falhou quando o cabo quebrou. Pouco antes da separação do cabo, a tensão no cabo era de cerca de 65 N (6,63 kgf).

## Modelo matemático
O cálculo do torque gerado pelo gradiente gravitacional em um satélite considera um elemento de massa {\displaystyle dm_{i}} na posição {\displaystyle \mathbf {R} _{i}} em relação ao centro da Terra. A força gravitacional {\displaystyle d\mathbf {F} _{i}} exercida segue a expressão:
{\displaystyle d\mathbf {F} _{i}={\frac {-\mu \mathbf {R} _{i}dm_{i}}{R_{i}^{3}}}}
na qual {\displaystyle \mu =GM} é a constante gravitacional do planeta. Considerando que este ponto tem posição {\displaystyle r_{i}} em relação ao baricentro {\displaystyle G} do satélite, o momento sofrido por conta desse elemento de massa é:
{\displaystyle d\mathbf {M} _{i}=\mathbf {r} _{i}\times d\mathbf {F} _{i}={\frac {-\mu }{R_{i}^{3}}}\left(\mathbf {r} _{i}\times \mathbf {R} _{i}\right)dm_{i}}
Definindo a posição do centro de massa do satélite como {\displaystyle \mathbf {R} }, é possível escrever {\displaystyle \mathbf {R} _{i}=\mathbf {R} +\mathbf {r} _{i}}, com {\displaystyle r_{i}<<R}. Aplicando-se a expansão da série de Taylor ao redor de {\displaystyle r_{i}=0}:
{\displaystyle R_{i}^{-3}=R^{-3}{\left(1+{\frac {r_{i}^{2}}{R^{2}}}+2{\frac {\mathbf {R} \cdot \mathbf {r} _{i}}{R^{2}}}\right)}^{\frac {-3}{2}}\approx R^{-3}\left(1-3{\frac {\mathbf {R} \cdot \mathbf {r} _{i}}{R^{2}}}\right)}
{\displaystyle d\mathbf {M} _{i}={\frac {-\mu }{R^{3}}}\left(1-3{\frac {\mathbf {R} \cdot \mathbf {r} _{i}}{R^{2}}}\right)\left(\mathbf {r} _{i}\times \mathbf {R} \right)dm_{i}}
O momento total no satélite é resultado da integral dentro do volume:
{\displaystyle M=\int _{V}{{\frac {-\mu }{R^{3}}}\left(1-3{\frac {\mathbf {R} \cdot \mathbf {r} _{i}}{R^{2}}}\right)\left(\mathbf {r} _{i}\times \mathbf {R} \right)dm_{i}}={\frac {\mu }{R^{5}}}\int _{V}{\left(\mathbf {R} \cdot \mathbf {r} _{i}\right)\left(\mathbf {r} _{i}\times \mathbf {R} \right)dm_{i}}}
A solução da integral resulta no tensor dos momentos de inércia do satélite {\displaystyle [I_{G}]}:
{\displaystyle M={\frac {\mu }{R^{5}}}\left[\mathbf {R} \times \left([I_{G}]\mathbf {R} \right)\right]}
A expressão final do torque gravitacional indica que o torque é sempre perpendicular à vertical local e inversamente proporcional ao cubo da distância do centro do planeta. Para corpos com simetrias esféricas (todos os momentos de inércia iguais e todos os produtos de inércia nulos), o momento é nulo.